# 鹅掌柴属
鹅掌柴属（学名：Heptapleurum）是五加科下的一个属，为灌木或乔木植物。原鹅掌柴属（Schefflera J. R. Forst. & G. Forst.）见南鹅掌柴属。